# عطا عليان
عطا عليان (21 يونيو 1985 - 15 مارس 2019) كان لاعب  كرة صالات في المنتخب النيوزلندي كويتي المولد ومدير تنفيذي لشركة تطوير التطبيقات LW Solutions ومقرها كرايستشيرش.
كان حارس مرمى فريق كانتربيري يونايتد (بالإنجليزية: Canterbury United)‏ لكرة الصالات دراغون وقدم 19 مباراة لفرق كرة الصالات الوطنية في نيوزيلندا
كان يدرب فريق كرة الصالات في مدرسة كرايستشيرش للأولاد والذي دخل المسابقة الوطنية للمدارس الثانوية. تم تحديد موعد هذه البطولة في 25 مارس 2019.

## وفاته
قُتل في هجوم إطلاق النار في مسجد كرايستشيرش في 15 مارس 2019.